# 미래를 보는 소년
《미래를 보는 소년》은 EBS에서 제작·방영되었던 어린이 과학 드라마다. 2011년 봄 개편으로 종영되었다. 그리고 "여기서 이따가 오후5시에 호떡집에서 불이 날거에요"라는 명대사가 탄생하였다.

## 등장 인물
- 박건태 : 김밀 역
- 이유미 : 서연두 역
- 곽종우 : 최호 역
- 임종철 : 조춘봉 역
- 안성현 : 서뭉 역

## 기타
초등학교 6학년 국어 과목 1단원에 수록되었다.